# Maxime Hueber-Moosbrugger
Maxime Hueber-Moosbrugger né le 29 avril 1996 à Strasbourg est un triathlète et duathlète français, champion de France de triathlon courte distance en 2021 et vainqueur de l'épreuve de duathlon des Jeux mondiaux de 2022.

## Biographie
Maxime Hueber-Moosbrugger est champion d'Europe juniors par équipes de Cross-country 2013.

## Palmarès
Le tableau présente les résultats les plus significatifs (podium) obtenus sur le circuit national et international de duathlon et de triathlon depuis 2017,.
| Année | Compétition                                    | Pays       | Position           | Temps           |
| ----- | ---------------------------------------------- | ---------- | ------------------ | --------------- |
| 2024  | Championnats de France de triathlon            | France     | Médaille d'or      | 56 min 12 s     |
| 2024  | Coupe d'Europe - étape d'Istanbul              | Turquie    | Médaille d'or      | 1 h 42 min 18 s |
| 2022  | Coupe d'Europe - étape sprint d'Alhandra       | Portugal   | Médaille d'or      | 50 min 57 s     |
| 2022  | Jeux mondiaux                                  | États-Unis | Médaille d'or      | 1 h 47 min 57 s |
| 2022  | Jeux mondiaux - relais mixte                   | États-Unis | Médaille d'or      | 1 h 18 min 25 s |
| 2022  | Championnats du monde de duathlon              | Roumanie   | Médaille de bronze | 1 h 41 min 10 s |
| 2021  | Grand Prix de triathlon - Étape de Châteauroux | France     | Médaille d'or      | Timing          |
| 2021  | Championnats du monde de duathlon              | Espagne    | Médaille d'argent  | 1 h 45 min 34 s |
| 2021  | Championnats de France de triathlon            | France     | Médaille d'or      | 57 min 13 s     |
| 2018  | Coupe d'Europe - étape de Weert                | Pays-Bas   | Médaille d'argent  | 1 h 50 min 29 s |
| 2017  | Coupe d'Afrique - étape sprint de Larache      | Maroc      | Médaille d'or      | 53 min 21 s     |
| 2017  | Coupe d'Afrique - étape sprint de Rabat        | Maroc      | Médaille d'argent  | 57 min 29 s     |
| 2017  | Coupe d'Europe - étape de Weert                | Pays-Bas   | Médaille d'argent  | 1 h 51 min 4 s  |